# Исламово (Башкортостан)
Исламово (баш. Ислам) — деревня в Баймакском районе Республики Башкортостан Российской Федерации. Входит в состав Юмашевского сельсовета. 

## География

### Географическое положение
Расстояние до:
- районного центра (Баймак): 38 км,
- центра сельсовета (Юмашево): 6 км,
- ближайшей железнодорожной станции (Сибай): 79 км.

## Этимология
Деревня основана в 1834 г. 10 семьями из д. Исмакаево. Первопоселенцем был Ислам Ишкуватович Зянаков, живший в 1775—1856 гг.  В 1850 году д. Исламово насчитывала 273 жителя, в 1859 — 236 жителя, в 1920 г. — 262 жителя, в 2002г. — 8 жителей, в 2009г.— 6 жителей, в 2010г. — 4 жителя.

## Население
| 2002 | 2009 | 2010 |
| ---- | ---- | ---- |
| 8    | ↘6   | ↘4   |

Согласно переписи 2002 года, преобладающая национальность — башкиры (100 %).